# Aitana Bonmatí

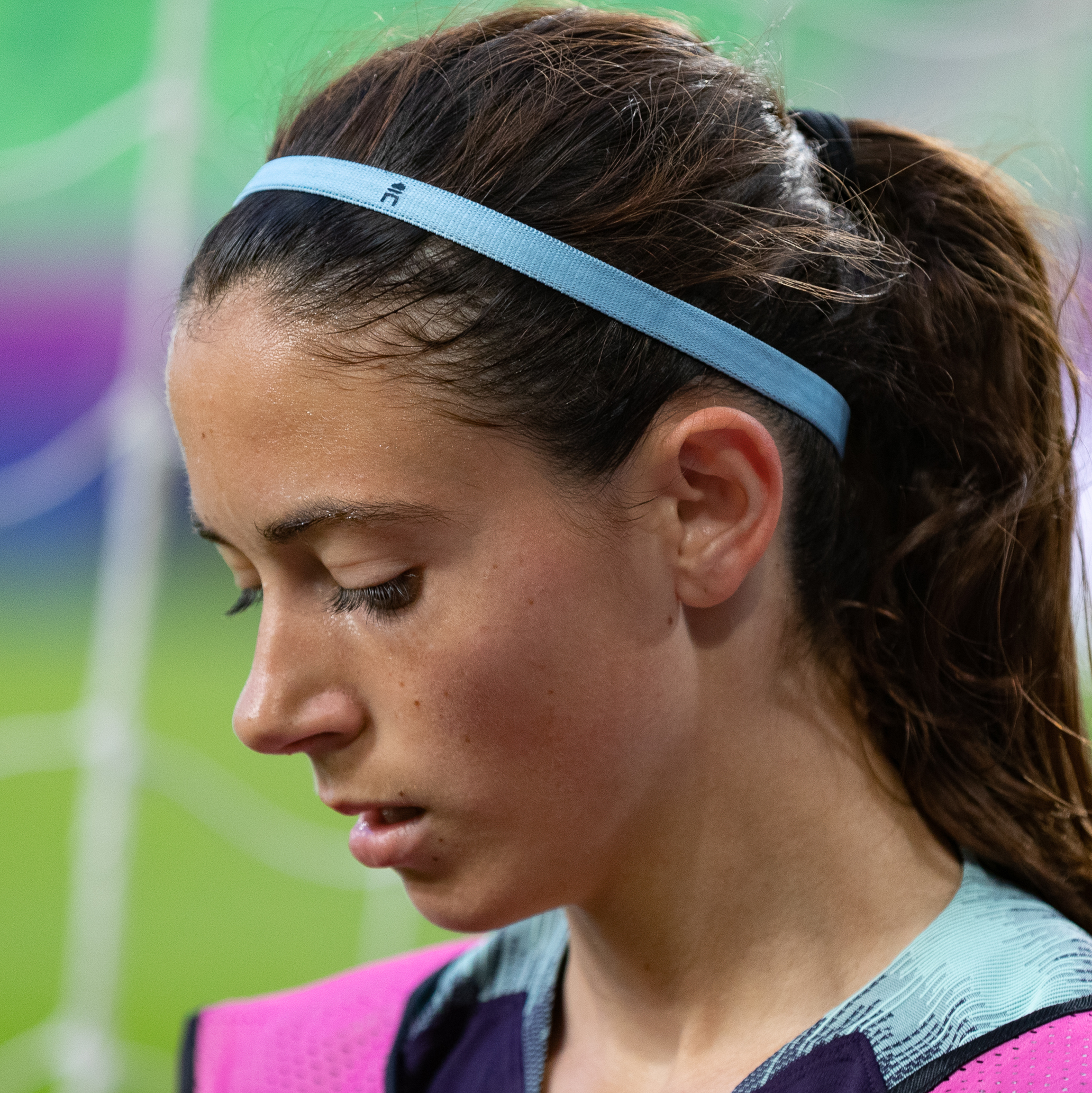
Aitana Bonmatí (2019)

Aitana Bonmatí Conca (* 18. Januar 1998 in Vilanova i la Geltrú) ist eine spanische Fußballspielerin. Die offensive Mittelfeldspielerin spielt seit ihrer Jugend beim FC Barcelona, mit dem sie mehrmals spanische Meisterin und Pokalsiegerin wurde sowie dreimal die Champions League gewann. Bei der Weltmeisterschaft 2023 führte Bonmatí die spanische Nationalmannschaft zum Titel und erhielt für ihre Leistungen den Goldenen Ball. Sie wurde 2023 sowie 2024 von France Football mit dem Ballon d’Or als Weltfußballerin des Jahres ausgezeichnet und gewann in denselben Jahren die Wahl zur FIFA-Weltfußballerin des Jahres. 2023 wurde sie zudem zur UEFA-Spielerin des Jahres gekürt.

## Persönliches
Aitana Bonmatí wurde im Januar 1998 in der Hauptstadt der katalanischen Comarca Garraf, Vilanova i la Geltrú, geboren. Im nahegelegenen Sant Pere de Ribes verbrachte sie ihre Kindheit. Ihre Eltern Rosa Bonmatí und Vicent Conca sind Lehrer für die katalanische Sprache und Literatur.
Nach ihrer Geburt wollten ihre Eltern die spanischen Namensbräuche aufgeben, bei denen der väterliche Nachname zuerst aufgeführt wird. In den ersten beiden Jahren ihres Lebens war sie als Aitana Bonmatí Guidonet gemeldet, wobei die beiden Nachnamen von ihrer Mutter stammten. Im Jahr 2000 erfolgte eine Gesetzesänderung in Spanien, wodurch Bonmatí eine der ersten Personen in Spanien war, die ihren mütterlichen Nachnamen (Bonmatí) als ihren ersten und ihren väterlichen (Conca) als ihren zweiten Nachnamen angab.

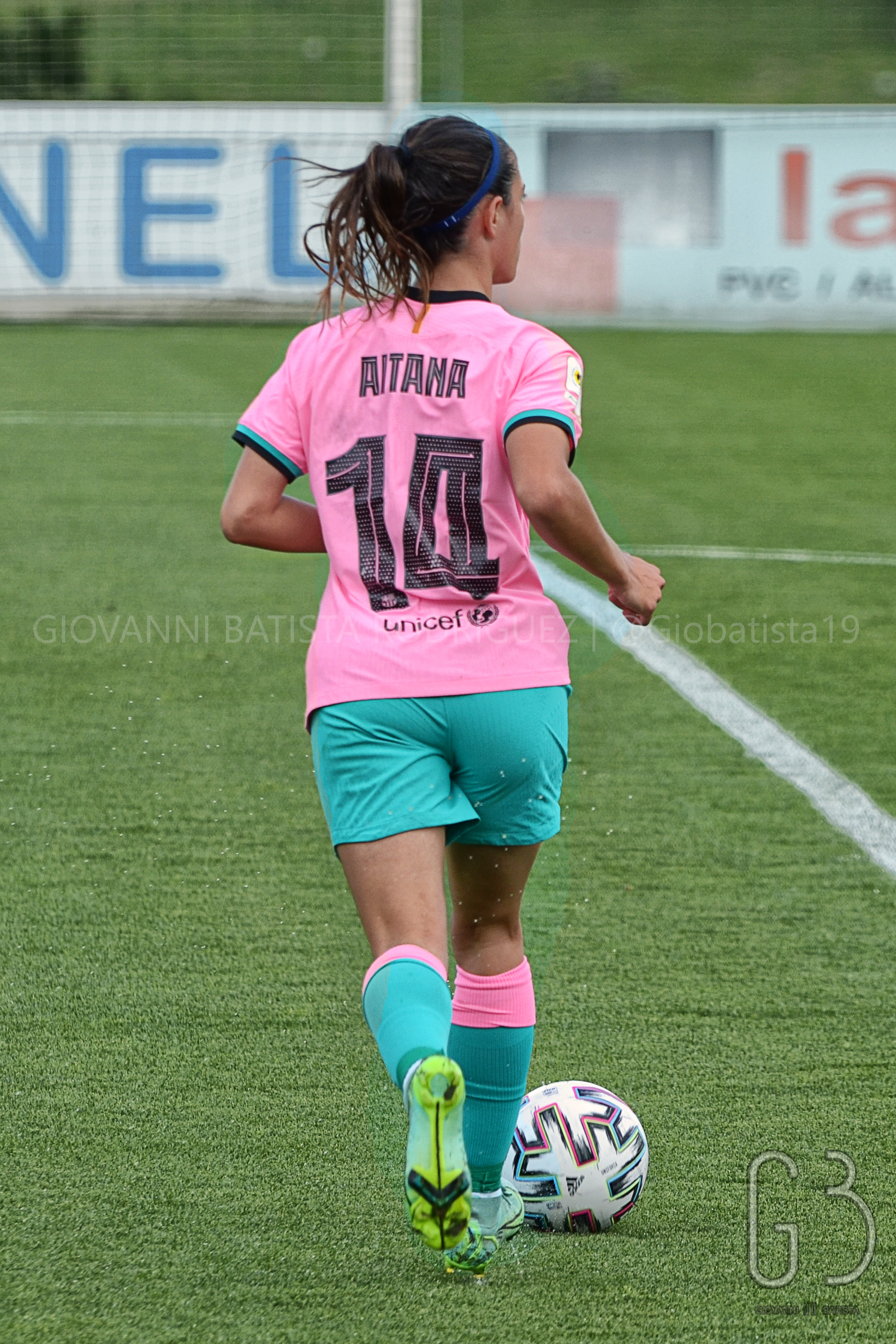
Auf dem Platz verwendet Bonmatí wie in Spanien üblich ihren Vornamen.

Als Einzelkind begeisterte sie sich früh für den Fußball und begann mit sieben Jahren in geschlechtergemischten Mannschaften zu spielen. Zusätzlich zeigte sie Interesse an Basketball und lernte auch Klavier und Gitarre zu spielen. Ihre große Leidenschaft blieb aber der Fußball. Ihr Idol war damals Mittelfeldspieler Xavi Hernandez.
Bonmatí studierte anfangs neben ihrer Fußballkarriere Psychologie an der Ramon-Llull-Universität in Barcelona, wechselte dann aber zu Sportwissenschaften.
Im Frühjahr 2022 erschien ihre Autobiografie mit dem katalanischen Titel Totes unides fem força (spanisch: Unidas somos mas fuertes; deutsch: Gemeinsam sind wir stärker), welche als Hommage an ihre eigene sowie Johan Cruyffs Rückennummer insgesamt 14 Kapitel hat. Xavi bezeichnete im Vorwort des Buches Bonmatí als den Grund, wieso er Fußball so liebe, da ihre Spielweise ihn begeistere und sie die Anlagen habe, die beste Spielerin der Welt zu werden.
Sie ist seit 2022 Flexitarierin und agiert als Botschafterin für die UNHCR.

## Vereinskarriere

### Nachwuchs
Ihre ersten Schritte im Fußball setzte Aitana Bonmatí als Siebenjährige im Klub ihrer Geburtsstadt CD Ribes. Da der Verein keine Frauenmannschaften hatte, spielte sie mit den Jungen. Nach vier Jahren wechselte Aitana zu CF Cubelles und im Alter von 13 Jahren gelangte sie in die Jugend des FC Barcelona, wo sie erstmals in einer reinen Mädchenmannschaft zu spielen begann.

### FC Barcelona
In der Saison 2014/15 gelangte sie in die zweite Mannschaft Barcelonas, die in der Segunda División spielte. Schnell etablierte sie sich als beste Spielerin der Mannschaft und konnte die Spielzeit 2015/16 mit ihrem Team auf dem ersten Platz in der Gruppe III der zweiten Spielklasse beenden.
Ihren ersten Einsatz im Profikader hatte Bonmatí im Alter von 18 Jahren im Juni 2016 im Zuge der Copa de la Reina gegen Real Sociedad. Nach einer überzeugenden Vorstellung wurde sie im Turnier auch beim Halbfinalsieg (3:0) gegen Levante und im Finalspiel gegen Atlético Madrid eingesetzt. Ihre Mannschaft scheiterte im Finale mit 2:3 an den Madrilenen. Ein Monat später wurde sie in den Kader der A-Mannschaft für die Copa Catalunya berufen, wo sie in beiden Spielen des Turniers zum Einsatz kam. Das Finale gegen Espanyol endete mit einem 6:0-Sieg für Barcelona, womit Bonmatí ihren ersten Titel mit der ersten Mannschaft gewann.
Ab der Saison 2016/17 nahm sie Cheftrainer Xavi Llorens schließlich in die erste Mannschaft auf und Bonmatí debütierte am 4. September 2016 gegen UD Granadilla Tenerife in der Primera División, kam jedoch in ihren ersten beiden Jahren meist von der Bank. Ihr Debüt in der UEFA Women’s Champions League gab sie im Achtelfinale gegen FK Minsk im Oktober 2016. Ihr einziges Tor in der Saison 2017/18 war gleichzeitig ihr erstes Champions-League-Tor in der Achtelfinalpartie gegen den litauischen Klub FC Gintra.

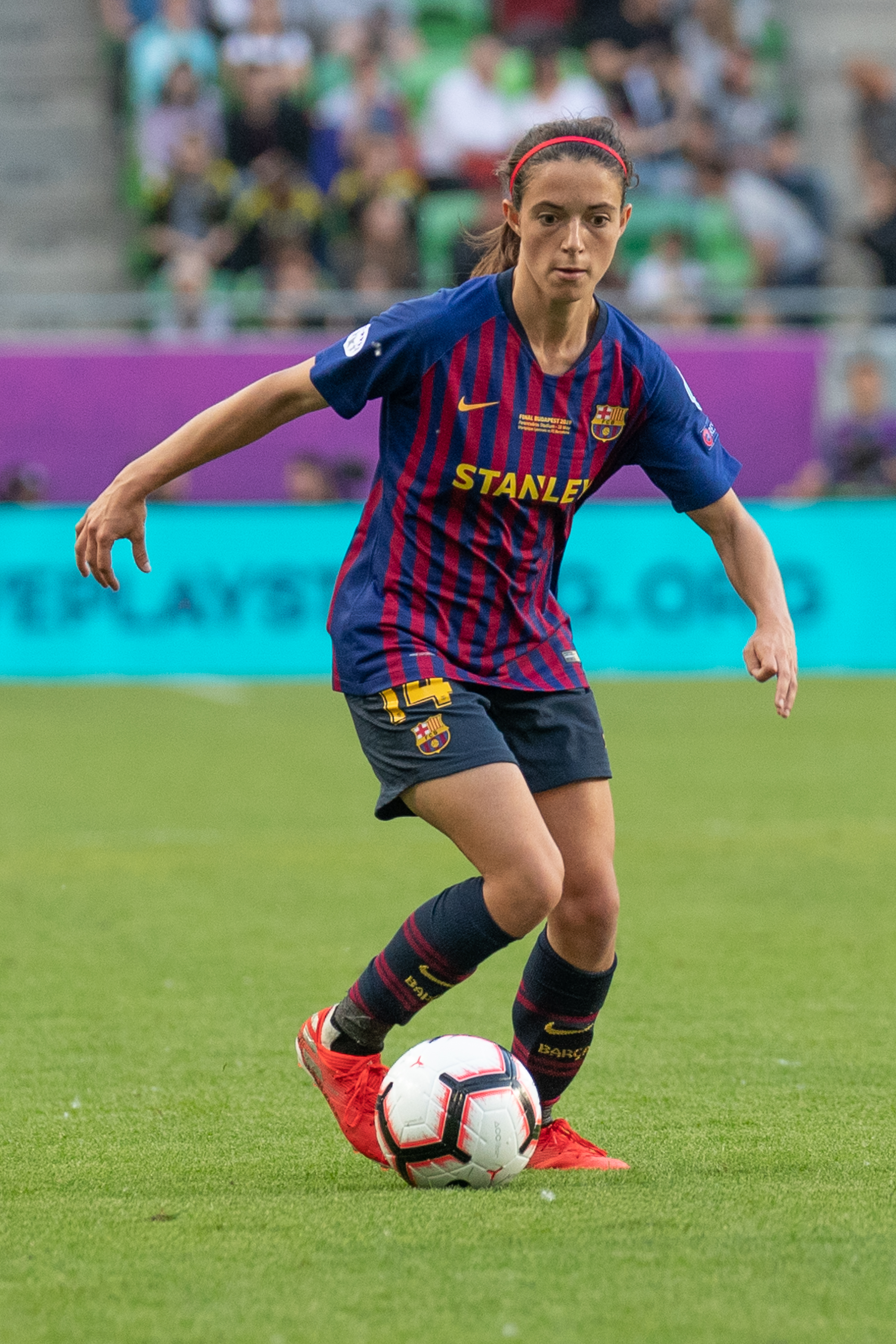
Bonmatí im Finalspiel der UEFA Women’s Champions League 2018/19

Sowohl 2017 als auch 2018 gewann sie mit Barcelona die Copa de la Reina, in der Liga reichte es hinter Konkurrent Atlético nur zur Vizemeisterschaft.
Ab 2018/19 konnte sich Bonmatí endgültig als Stammspielerin im Mittelfeld etablieren und bestritt in jener Saison 27 Spiele in der Liga, steuerte 12 Treffer bei und erreichte zudem mit ihrem Klub erstmals in der Vereinsgeschichte das Finale der UEFA Women’s Champions League, in dem der FC Barcelona mit 1:4 gegen Rekordsieger Olympique Lyon verlor.
Im Mai 2019 wurde ihr Vertrag bis Juni 2022 verlängert.
In der durch die COVID-19-Pandemie verkürzten Saison 2019/20, die nach 21 von 30 Spieltagen abgebrochen werden musste, wurde der FC Barcelona, der zu diesem Zeitpunkt neun Punkte Vorsprung auf den zweitplatzierten Atlético Madrid hatte, vom spanischen Verband zum Meister erklärt. Bonmatí gewann somit ihre erste Meisterschaft. Sie kam davon in 20 Partien zum Einsatz und auf insgesamt neun Torbeteiligungen (5 Tore, 4 Vorlagen). Es folgten der Gewinn des spanischen Supercups sowie des spanischen Pokals.
2020/21 holte man sich abermals die spanische Meisterschaft und den Pokal, und schaffte es erneut ins Endspiel der Champions League. Im Finale am 16. Mai 2021 konnte Barcelona mit einem 4:0-Sieg gegen den FC Chelsea zum ersten Mal die Champions League gewinnen. Bonmatí selbst steuerte den Treffer zum zwischenzeitlichen 3:0 bei und wurde zur besten Spielerin des Finales gekürt. Daraufhin folgte von der UEFA auch die Miteinbeziehung im Team des Turniers sowie die Nominierung als beste Mittelfeldspielerin der Champions League.

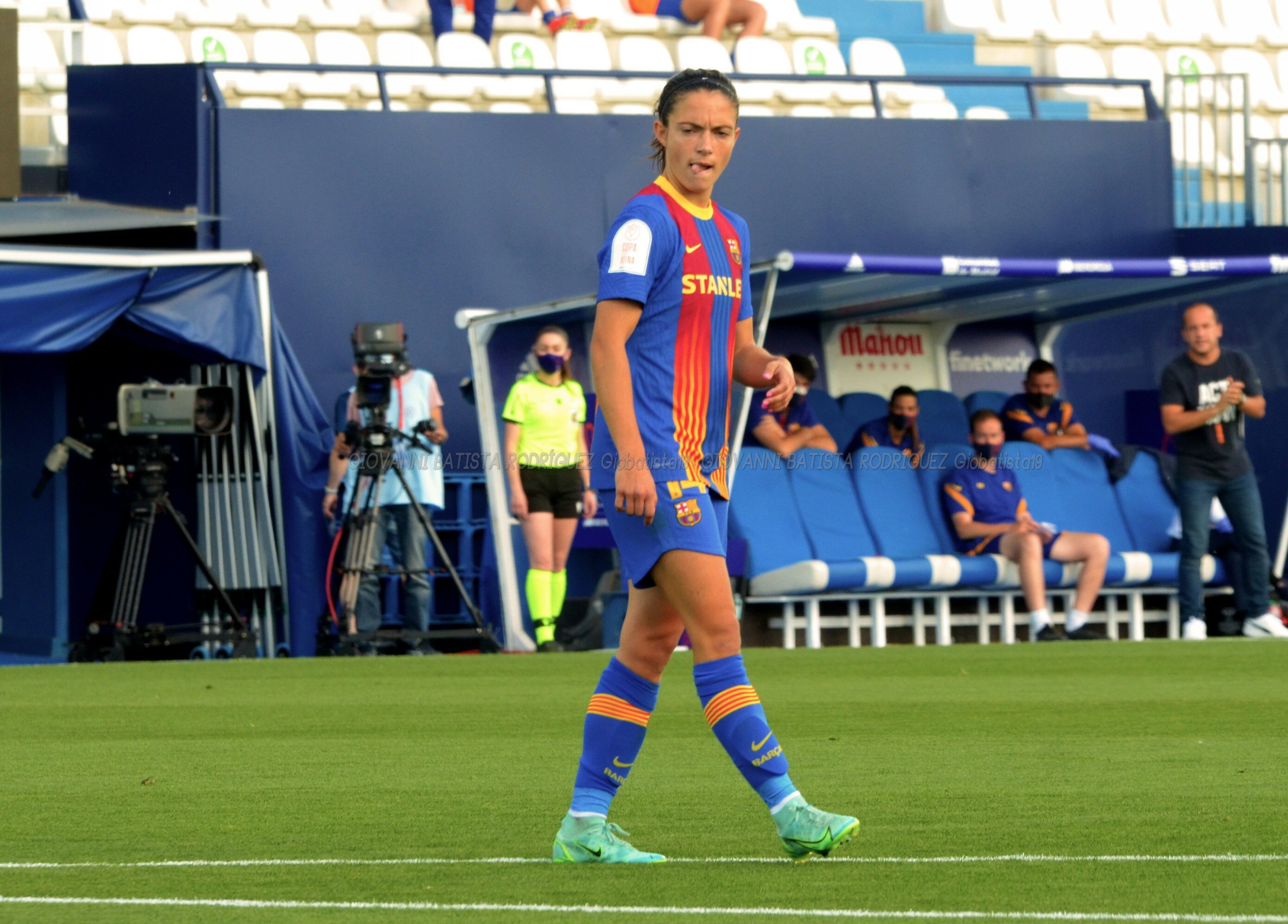
Bonmatí im Mai 2021

In der darauffolgenden Saison absolvierte Bonmatí 25 von 30 Ligapartien und kam dabei auf 13 Tore und 6 Vorlagen. Im Oktober 2021 bestritt sie ihr 100. Spiel für den FC Barcelona. Am vorletzten Spieltag erzielte sie beim 6:1-Erfolg gegen Rayo Vallecano einen Hattrick, der erste in ihrer Profikarriere. Barcelona wurde mit 24 Punkten Vorsprung erneut Meister der Liga F.
Im März 2022 fand das Rückspiel des Champions-League-Viertelfinals gegen Real Madrid im Camp Nou vor mehr als 91.000 Zuschauern statt. Bonmatí erzielte das zwischenzeitliche 2:2 und Barcelona gewann schlussendlich im ersten internationalen El Clásico der Frauen mit 5:2 (Gesamtergebnis 8:3). Das Halbfinale gegen den VfL Wolfsburg wurde ebenfalls im Camp Nou vor einer Rekordkulisse ausgetragen und Bonmatí konnte in der dritten Spielminute erneut treffen. Wolfsburg unterlag den Katalaninnen mit einem Gesamtergebnis von 5:3 und Barcelona stand zum zweiten Mal in Folge im Finale des Bewerbs. Barcelona musste sich am 21. Mai 2022 allerdings erneut Olympique Lyon geschlagen geben, die Französinnen gewannen die Partie mit 1:3. Bonmatí absolvierte die vollen 90 Minuten.
Nachdem Kapitänin Putellas sich im EM-Trainingslager einen Kreuzbandriss zugezogen hatte und somit mehrere Monate ausgefallen war, nahm Bonmatí eine prominentere Rolle im Spiel Barcelonas ein. Zudem agierte sie nun auch gelegentlich als Kapitänin. Mit ihrer Dribbelstärke und Spielübersicht kam Bonmatí in der Liga auf insgesamt 20 Torbeteiligungen (10 Tore, 10 Vorlagen). Insbesondere im März 2023 lief sie in Höchstform auf. Nach drei Torvorlagen im Spiel gegen Villarreal folgten zwei Tore in der darauffolgenden Auswärtspartie gegen Levante und eine Woche später bereitete sie abermals drei Tore beim 5:1-Sieg gegen Valencia vor. Bereits im Oktober 2022 schoss sie im Heimspiel gegen Levante ihr 50. Tor als Barcelona-Spielerin.
Am 3. Juni 2023 bestritt Barcelona sein drittes Endspiel in der Champions League gegen den VfL Wolfsburg und konnte nach einem 0:2-Rückstand in der ersten Hälfte das Spiel nach Pausenanpfiff mit 3:2 drehen. Bonmatí absolvierte alle 11 Spiele im Wettbewerb und wurde als beste Spielerin der Champions-League-Saison 2022/23 ausgezeichnet. Sie war mit fünf Toren hinter Ewa Pajor die zweitbeste Torschützin im Turnier.
2024 wurde sie erneut für den Ballon d’Or féminin nominiert.

## Nationalmannschaftskarriere
Bonmatí feierte zahlreiche Erfolge mit den spanischen Jugendnationalmannschaften. Sie bestritt mit der U-17 die Europameisterschaft 2014 und scheiterte erst im Endspiel im Elfmeterschießen an Deutschland. Zudem nahm sie an der WM 2014 teil, wo ihre Landesauswahl erst im Endspiel mit 0:2 gegen Japan verlor. Im Jahr 2015 gelang ihr bei der Europameisterschaft der erste Titelgewinn, im Finale setzten sich die Spanierinnen mit 5:2 gegen die Schweiz durch.
Mit der U-19-Nationalmannschaft erreichte Bonmatí 2016 das Endspiel, in dem die Ibererinnen jedoch mit 1:2 gegen Frankreich unterlagen. Bei der U-20-WM stand sie ebenfalls im Aufgebot und erreichte mit ihrer Auswahl das Viertelfinale. Ein weiterer Titelgewinn gelang Aitana Bonmatí bei der U-19-EM 2017, wo sich die Spanierinnen im Endspiel mit 3:2 gegen Frankreich durchsetzen konnten. Bei der U-20-WM 2018 erreichte Spanien das Finale, verlor dieses jedoch mit 1:3 gegen Japan. Bonmatí selbst konnte aufgrund einer Sperre nicht am Endspiel teilnehmen.
Sie feierte am 28. November 2017 im Zuge der WM-Qualifikation bei einem 4:0-Sieg gegen Österreich ihr Debüt in der A-Nationalmannschaft. Im Jahr 2018 gewann sie beim Zypern-Cup den Titel, die Spanierinnen setzten sich im Finale mit 2:0 gegen Italien durch. Bonmatí stand bei der WM 2019 im Aufgebot der Spanierinnen, die letztlich mit 1:2 im Achtelfinale gegen den späteren Weltmeister USA unterlagen. Im Laufe des Turniers kam sie auf zwei Einsätze.
Bei der EM 2022 war sie Stammspielerin und schied mit ihrer Mannschaft im Viertelfinale mit 1:2 nach Verlängerung gegen England aus. Im Nachgang des Turniers wurde sie vom beobachtenden Trainerstab der UEFA in die „Elf des Turniers“ gewählt.
Im Juni 2023 wurde sie in den spanischen Kader für die Weltmeisterschaft 2023 in Australien und Neuseeland berufen. Bonmatí war von Beginn weg ein Eckpfeiler im spanischen Mittelfeld und erzielte bereits im ersten Gruppenspiel gegen Costa Rica das Tor zum zwischenzeitlichen 2:0. Mit zwei Siegen und einer Niederlage erreichte Spanien als Gruppenzweiter das Achtelfinale. Gegen die Schweiz zeigte Bonmatí mit zwei Toren und zwei Torvorlagen eine Glanzpartie. Nach einem 1:5-Erfolg gegen die Schweizerinnen erreichte Spanien erstmals das WM-Viertelfinale und konnte dort mit 2:1 nach Verlängerung gegen die Niederlande gewinnen. Nach einem 2:1-Sieg im Halbfinale gegen Schweden stand Spanien im Finale des Turniers. Dort trafen die Spanierinnen am 20. August 2023 auf Europameister England.
Mit einem 1:0 in der 29. Minute durch Olga krönten sich die Spanierinnen zum neuen Weltmeister. Bonmatí stand in allen sieben Spielen in der Startelf und kam dabei auf fünf Torbeteiligungen. Sie wurde daraufhin von der FIFA als Spielerin des Turniers ausgezeichnet.
Bei der Europameisterschaft 2025 war Bonmatí in allen sechs Spielen aufgestellt. In der Verlängerung des Halbfinalspiels gegen Deutschland erzielte sie das entscheidende 1:0. Im Finale verlor Spanien im Elfmeterschießen gegen England. Bonmatí wurde von der UEFA zur Spielerin des Turniers gekürt.

## Erfolge
Verein

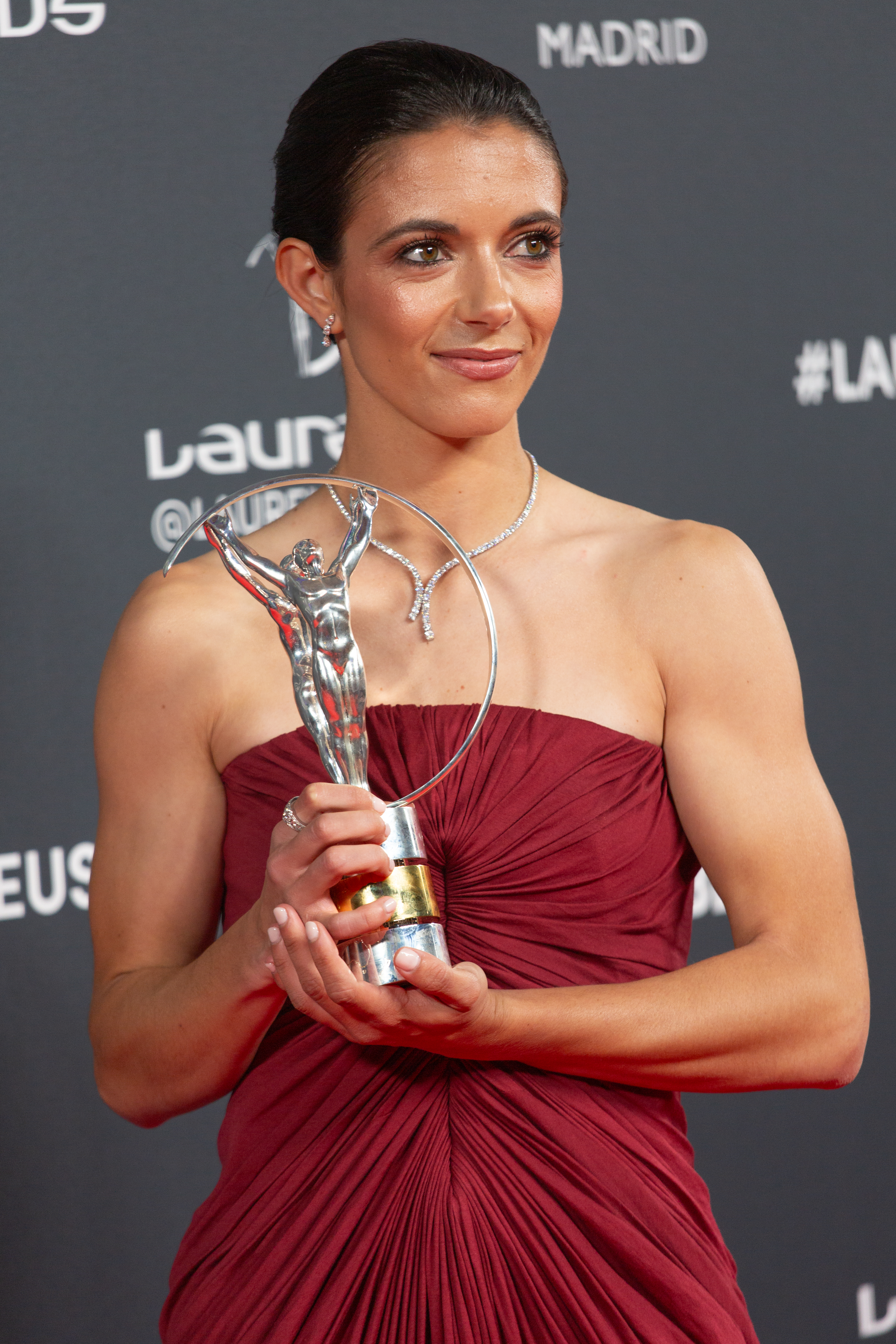
Bonmatí mit dem Laureus-Preis 2024

- UEFA Women’s Champions League (3): 2020/21, 2022/23, 2023/24
- Spanische Meisterschaft (6): 2019/20, 2020/21, 2021/22, 2022/23, 2023/24, 2024/25
- Spanischer Pokal (7): 2017, 2018, 2020, 2021, 2022, 2024, 2025
- Spanischer Supercup (5): 2020, 2022, 2023, 2024, 2025

Spanische Nationalmannschaft
- Weltmeisterschaft: 2023
- UEFA Women’s Nations League: 2023/24
- Zypern-Cup: 2018
- U-19-Europameisterschaft: 2017
- U-17-Europameisterschaft: 2015

Auszeichnungen
- Ballon d’Or (2): 2023, 2024
- FIFA-Weltfußballerin des Jahres (2): 2023, 2024
- UEFA-Spielerin des Jahres: 2023
- Beste Spielerin der Champions League (3): 2022/23, 2023/24, 2024/25
- Beste Spielerin der Weltmeisterschaft: 2023
- Beste Spielerin der Europameisterschaft: 2025
- Laureus Weltsportlerin des Jahres: 2024
- Golden Player (2): 2023, 2024
- Globe Soccer Award (Beste Fußballspielerin des Jahres) (2): 2023, 2024[27]
- Creu de Sant Jordi (höchste Auszeichnung für Verdienste um die katalanische Kultur und Sprache): 2024[28]
- Europas Sportlerin des Jahres (UEPS) (2): 2023, 2024